# Gustav Hohbach
Bernhard Heinrich Gustav Hohbach (* 28. September 1803 in Gunzenhausen; † 29. Mai 1850 in Stuttgart) war ein deutscher Dichter und Jurist.

## Leben
Der Sohn des Ulmer Finanzkammersekretärs Gustav Heinrich Hohbach und der Caroline Helene, geb. Fischer zählte um 1820 zu den Schülern von Friedrich David Gräter am Ulmer Gymnasium und wurde von diesem mit dem Dänischen vertraut gemacht. Am 31. Oktober 1821 nahm Hohbach ein juristisches Studium in Heidelberg auf., 1823–1825 studierte er an der Eberhard Karls Universität in Tübingen. Im württembergischen Staatsdienst war er zunächst Verwaltungsaktuar beim Gerichtshof für den Schwarzwaldkreis in Tübingen. 1829 wechselte er als Aktuar ans Oberamtsgericht nach Spaichingen. Noch im gleichen Jahr wurde er Oberjustizassessor am Gerichtshof für den Donaukreis in Ulm, bevor er 1837 Oberjustizrat am Gerichtshof für den Donaukreis in Ellwangen wurde. 1845 erhielt er die Ehrendoktorwürde der Tübinger Juristenfakultät. Er starb am 29. Mai 1850 im Alter von 47 Jahren „an der Gesichtsrose“ (Virusinfektion Herpes Zoster oder Streptokokkeninfektion Erysipel). Er hinterließ eine Witwe – 1830 hatte er Charlotte Auguste Mathilde, geb. Hauser, Tochter des Friedrich Hauser, Diaconus, und dessen Ehefrau Friederike, geb. Eisenlohr geheiratet. und vier Kinder, nämlich drei Söhne und eine Tochter.

## Werke
Hohbach verfasste Gedichte, von denen einige in Cottas Morgenblatt abgedruckt wurden. Zwei Sagenballaden aus Geislingen an der Steige nahm Gustav Schwab in seinen vielgelesenen Albreiseführer von 1823 auf. Als Gräter-Schüler begeisterte sich Hohbach für Volksüberlieferungen. Er war der Kopf einer Gesellschaft von Ulmern, die um 1831 schwäbische Volksüberlieferungen sammelte. Später übergab er die in seinem Besitz befindliche Sammlung an Philipp Ludwig Adam, der 1843 seine Absicht kundtat, er wolle sie dem Verein für Kunst und Altertum in Ulm und Oberschwaben überlassen. Ihr weiterer Verbleib ist unbekannt. Auch sonst war Hohbach im Ulmer Vereinswesen aktiv: in einem Polenverein und in der Eisenbahn-Gesellschaft.
Als Jurist verfasste Hohbach neben einer Monographie Beiträge zum Strafrecht und Strafverfahren, mit besonderer Rücksicht auf Württemberg (1836) eine Reihe von Aufsätzen vor allem zum Strafrecht.